# Czernik-Verlag „Edition L“
Der Czernik-Verlag „Edition L“ war ein deutscher Lyrikverlag. 
Er wurde 1974 in Loßburg im Schwarzwald von dem Verlegerpaar Inge Czernik (1941–1993) und Theo Czernik (1929–2013) gegründet, inspiriert durch das Buch „Wozu Lyrik heute“ von Hilde Domin.
In den folgenden Jahren erschien eine große Zahl von Lyrikbänden und -anthologien. Ziel war dabei ausdrücklich nicht, eine Plattform für die lyrische Avantgarde zu bieten, sondern die Präsentation persönlich geprägter, christlich-humanistisch orientierter Lyrik: „Lyrik muss wieder Botschaft sein, Worte enthalten, denen man sich anvertrauen kann.“ Diese Verlagslinie dokumentierte sich dabei auch in Titeln wie „Sag Ja zu mir. Warum Frauen und Männer sich zum ungeborenen Leben bekennen.“ 
1993 zog der Verlag nach Hockenheim um und 2011 zuletzt nach Speyer in der Pfalz.
Seit 1984 fanden jährlich die Lyriktage des Czernik-Verlages in Freudenstadt und an wechselnden Orten (u. a. Comburg, Schwäbisch Hall, Bayreuth und Schwetzingen) statt (Lyrischer Oktober, dann Freudenstädter Lyriktage, 2006 Kurpfälzer Lyriktage). Die Tagungen boten praxisbezogene Werkstattgespräche, Referate, Seminare und öffentliche Lesungen der Teilnehmer und dienten der gemeinsame Arbeit am Gedicht, dem Austausch von Erfahrungen und der Auseinandersetzung un Kommunikation mit Lesern, Buchhändlern und Medien. Eröffnet wurden sie von bekannten Persönlichkeiten des literarischen Lebens wie Hilde Domin, Marcel Reich-Ranicki, Wolf Biermann und Ulla Hahn. 
Von 1986 an wurde ein jährlicher Förderpreis für Lyrik vergeben (Preis der Freudenstädter Lyriktage), der nach dem Tod der Verlegerin in Inge-Czernik-Förderpreis umbenannt wurde. Der Preis wurde nach öffentlicher Ausschreibung durch eine 12-köpfige Jury vergeben. Preisträger waren unter anderem:
- 2012 Helga Unger, Thomas Berger und Cordula Ruttmann
- 2011 Jürgen Völkert-Marten, Brigitte Pixner und Gabriele von Hippel-Schäfer
- 2010 Harald Gröhler
- 2009 Uwe Erwin Engelmann
- 2008 Dirk Schindelbeck
- 1997 Rosa Maria Bächer
- 1996 Paul Pfeffer
- 1995 Karin Voigt, Michael Bregel
- 1994 Johanna Anderka

2013 wurde der Verlag nach dem Tod des Verlegers aufgelöst.

## Publikationen
- Lyrik heute. Eine Auswahl neuer deutscher Lyrik. Reihe von Anthologien. Hgg. von Inge und Theo Czernik. Erschien unregelmäßig 1978–1993, ZDB-ID 1041822-2.
- Theo Czernik: Beschwörungen. Geleitworte des Herausgebers zu 120 Lyrikausgaben seiner Edition L. Edition L, Hockenheim 2001, ISBN 3-934960-08-1.
- Literatur aktuell. Literaturzeitschrift, ZDB-ID 1486673-0.
- Lyrischer Oktober. Dokumentation einer Lyrikertagung der Edition L. Edition L, Loßburg 1984–1988, ZDB-ID 180421-2.